# Tótszentpál
Tótszentpál je bivše samostalno selo u južnoj zapadnoj Mađarskoj.
Nalazi se u današnjoj Šomođskoj županiji, u mjestu Sempalu.

## Povijest
Spominje se u papinom registru 1332. godine. 
Poslije turske okupacije u ovim su krajevima zabilježeni doseljeni Hrvati ("Iliri (Hrvati u Mađarskoj). U srednjem su vijeku u kraju ovog sela zabilježena ova sela: Kér, Thekeskér, Nyír-falu, Németi, Zobafalva, Pálfalva (Szentpálfalu), Gyulvez, Szent-György falu, Muszt, a sva su srušena za turske vlasti.
Od 1660. pripada obitelji Sankó, od 1690-ih Keszthelyima te obitelji hercega Esterházyja sve do 1945. godine.
U 20. je stoljeću prvo pripadao Marcalinskom okrugu. Po metodologiji popisa iz 1910. godine koji je sve govornike mađarskog pribrajao u Mađare, u selu je živjelo 999 Mađara, od čega 984 rimokatolika i 8 židovske vjere.
Do 1929. je godine bilo samostalno selo, a onda je upravnim preustrojem spojeno sa selom Varjaškirom u novo selo Sempal (mađ. Somogyszentpál).

## Poznate osobe
- Ferenc Kovács (veterinar), mađarski akademik
- Dénes Kovács, slikar muzeolog